# ArenaBowl VIII
Match précédent Match suivant
L'ArenaBowl VIII est le huitième ArenaBowl de l'Arena Football League. Le match oppose le numéro 3 de la saison, les Rattlers de l'Arizona, de la conférence américaine, qui terminent la phase régulière avec un bilan de 8 à 4, et le numéro 1, les Predators d'Orlando de la conférence nationale, qui quant à eux, ont un bilan de 11 à 1. Les Rattlers font leur première apparition à l'ArenaBowl en trois ans d'existence, alors que les Predators en sont à leur deuxième en quatre ans dans la ligue, après avoir perdu l'ArenaBowl VI face au Drive de Detroit.
L'Arena Bowl VIII est le premier à utiliser des chiffres romains dans son nom (à la manière du Super Bowl); tous les jeux précédents utilisent une version abrégée de l'année dans laquelle il a été joué (comme ArenaBowl '92).
Le match s'est déroulé le 2 septembre 1994 à l'Amway Arena d'Orlando en Floride devant 14 368 spectateurs.

## Sommaire du match
Au premier quart-temps, Orlando frappe en premier avec le quarterback Ben Bennett qui complète une passe de 5 yards pour un touchdown d'Alex Shell, tandis qu'Arizona répond avec Sherdrick Bonner qui lance une passe de 33 yards à Cedric Tillman. Les Predators terminent le premier quart-temps avec un field-goal de 24 yards du kicker Jorge Cimadevilla.
Au deuxième quart-temps, les Rattlers prennent les devants avec Bonner complétant une passe de 6 yards pour un TD de Calvin Schexnayder, mais les Predators reprennent la tête avec Bennett et Shell qui s’associent à nouveau pour une passe de touchdown de 42 yards. Arizona reprend la tête avant la mi-temps, Luis Zendejas inscrivant deux field goals, l'un de 23 yards, l'autre de 40.
Au troisième quart-temps, les Rattlers augmentent d'abord leur avance avec la passe de touchdown de 2 yards de Bonner à Milton Vaughn mais Orlando répond avec une passe de touchdown de 38 yards de Bennett à Herkie Walls.
Au quatrième quart-temps, Arizona augmente à son avantage avec Zendejas inscrivant un field goal de 21 yards. Les Predators reprennent toutefois l'avance avec un touchdown de 4 yards de Barry Wagner. Les Rattlers reprennent les devants grâce à Bonner et Schexnayder qui se retrouvent à nouveau sur une passe de touchdown de 24 yards, mais la conversion de deux points suivante échoue. Dans les dernières secondes, Bennett lance une balle en profondeur pour tenter d'obtenir un touchdown afin de prendre la tête pour de bon, mais elle finit par être incomplète.
Avec cette victoire, les Arizona Rattlers remportent leur tout premier ArenaBowl de l’histoire de la franchise.

## Évolution du score
| Temps           | Description des actions                                                                         | Score Orl-Arz | Score Orl-Arz |
| --------------- | ----------------------------------------------------------------------------------------------- | ------------- | ------------- |
| 1er Quart-temps |                                                                                                 |               |               |
| 10:51           | TD de 5 yards par Shell à la suite d'une passe de Bennett (PAT de Cimadevilla)                  |               | 07-0          |
| 07:54           | TD de 33 yards par Tillman à la suite d'une passe de Bonner (PAT de Zendejas)                   | Égalité       | 07-07         |
| 03:41           | FG de 24 yards par Cimadevilla                                                                  |               | 07-10         |
| 2e Quart-temps  |                                                                                                 |               |               |
| 11:25           | TD de 6 yards par Schexnayder à la suite d'une passe de Bonner (PAT de Zendejas)                |               | 14-10         |
| 09:53           | TD de 42 yards par Shell à la suite d'une passe de Bennett (PAT de Cimadevilla)                 |               | 14-17         |
| 00:53           | FG de 23 yards par Zendejas                                                                     | Égalité       | 17-17         |
| 00:00           | FG de 40 yards par Zendejas                                                                     |               | 20-17         |
| 3e Quart-temps  |                                                                                                 |               |               |
| 02:45           | TD de 2 yards par Vaughn (PAT de Zendejas)                                                      |               | 27-17         |
| 00:47           | TD de 38 yards par Walls à la suite d'une passe de Bennett (PAT de Cimadevilla)                 |               | 27-24         |
| 4e Quart-temps  |                                                                                                 |               |               |
| 11:49           | FG de 21 yards par Zendejas                                                                     |               | 30-24         |
| 06:55           | TD de 3 yards à la course par Wagner (PAT de Cimadevilla)                                       |               | 30-31         |
| 00:31           | TD de 24 yards par Schexnayder à la suite d'une passe de joueur (drop kick manqué par Zendejas) |               | 36-31         |

## Les équipes en présence
| Joueur            | Position       |
| ----------------- | -------------- |
| Ben Bennett       | QB             |
| Henry Brown       | OL/DL          |
| Webbie Burnett    | OL/DL, DT      |
| Jorge Cimadevilla | K              |
| Bernard Clark     | LB             |
| Wayne Dickson     | OL/DL, DL , LB |
| Eric Drakes       | OL/DL          |
| Norman Floyd      | WR/LB          |
| Victor Floyd      | RB             |
| Chris Ford        | WR             |
| Victor Hall       | OL/DL, TE      |
| Mike Johnson      | QB             |
| Paul McGowan      | FB/LB, LB, LB  |
| Jerry Odom        | FB/LB          |
| Billy Owens       | DB             |
| Marshall Roberts  | WR/DB, DB      |
| Durwood Roquemore | DB             |
| Rusty Russell     | T              |
| Bobby Samuels     | DB, WR/LB      |
| Tony Scott        | WR/DB          |
| Ricky Shaw        | LB             |
| Alex Shell        | WR/LB          |
| Bill Stewart      | FB/LB          |
| Duke Tobin        | QB             |
| Barry Wagner      | WR             |
| Jackie Walker     | LB-TE          |
| Herkie Walls      | WR             |
| Isaac Williams    | OL/DL          |

| Joueur             | Position  |
| ------------------ | --------- |
| Richard Ashe       | TE        |
| Cameron Bair       | K         |
| John Bankhead      | OL/DL, DE |
| Craig Barr         | FB/LB     |
| Chris Baus         | OL/DL     |
| John Bonds         | QB        |
| Sherdrick Bonner   | QB        |
| Corey Brannon      | OL/DL     |
| Carlos Brooks      | DB        |
| Hunkie Cooper      | WR/LB     |
| Matt Eller         | OL/DL     |
| Tom Gibson         | DE-DT     |
| Richard Holt       | WR/LB, DB |
| Dean Jones         | OL/DL     |
| Larry Jones        | DS        |
| Brad Lebo          | QB        |
| Zeph Lee           | DB-RB     |
| Tracey Mao         | FB/LB     |
| Jody Reinoehl      | FB/LB     |
| Zack Rix           | OL/DL     |
| Daryl Rogers       | WR/LB     |
| Calvin Schexnayder | WR, WR/LB |
| Maurice Smith      | WR/DB, DB |
| Kevin Thomas       | C         |
| Cedric Tillman     | WR/DB     |
| Milton Vaughn      | WR/DB     |
| Greg Willig        | QB        |
| Doc Wise           | OL/DL     |
| Luis Zendejas      | K         |

## Statistiques par équipe
| Données                   | Arizona | Orlando |
| ------------------------- | ------- | ------- |
| 1er Downs                 | 15      | 13      |
| Yards à la course         | -2      | 6       |
| Yards à la passe          | 267     | 266     |
| Fumbles/Perdu             | 0/0     | 0/0     |
| Yards en retour de Fumble | 0       | 0       |
| Pénalités/Yards           | 5/22    | 10/38   |
| Temps de possession       | 35:59   | 29:01   |
| Conversion de 3e Down     | 6/11    | 2/5     |
| Conversion de 4e Down     | 0/0     | 0/0     |